# L'Étang-Salé les Bains
L'Étang-Salé les Bains est un lieu-dit de l'île de La Réunion, département et région d'outre-mer français dans le sud-ouest de l'océan Indien. Il constitue le quartier littoral de la commune de L'Étang-Salé, où il s'est développé autour du bassin Pirogue. Ce quartier accueille notamment un parc aquatique appelé AkOatys.